# Смертный враг
«Смертный враг» — фильм режиссёра Евгения Матвеева 1971 года по мотивам «Донских рассказов» М. А. Шолохова.

## Сюжет
Советская власть только установилась на Дону, а в первой коммуне уже разразился конфликт: жена руководителя коммуны Арсения Клюквина поверив посулам белого офицера влюбилась и ушла к нему с ребёнком жить. Она не желает скрывать своих чувств, но не выдержав скотского отношения белого офицера — возвращается обратно к большевику.

## В ролях
- Евгений Матвеев — Арсений Андреевич Клюквин, председатель поселкового коллектива
- Жанна Прохоренко — Анна Сергеевна Ящурова
- Станислав Чекан — Игнат Михайлович Ящуров, кулак
- Александр Лазарев — Александр Игнатьевич Ящуров, муж Анны
- Георгий Вицин — Егор
- Пётр Глебов — Влас Тимофеевич, мельник
- Светлана Коновалова — Ящуриха
- Наталья Рычагова — Дуняша Птицына
- Валентина Владимирова — Параска
- Майя Булгакова — Евдоха
- Борис Юрченко — Федот
- Алексей Инжеватов — Митроха
- Степан Крылов — секретарь ячейки
- Владимир Пицек — Петрович
- Серёжа Сизов — Гришутка
- Николай Бармин — кулак
- Валентин Брылеев — товарищ из центра
- Зоя Василькова — жена Власа
- Валериан Виноградов — кулак
- Мария Виноградова — беженка
- Лидия Драновская — беженка
- Иван Жеваго — кулак
- Геннадий Крашенинников — крестьянин, вступающий в коммуну
- Петр Кирюткин — дедушка Филипп
- Мария Кремнева — кулачка
- Владимир Носик — чернявый комсомолец
- Галина Самохина — беженка
- Данута Столярская — кулачка
- Зоя Толбузина — крестьянка
- Виктор Уральский — голодающий
- Клавдия Хабарова — кулачка
- Александра Харитонова — крестьянка